# Prócula
Claudia Prócula es, según la tradición, la esposa del prefecto romano Poncio Pilato, no citada por su nombre en el Nuevo Testamento, pero tradiciones alternativas cristianas le dieron su nombre y la consideraron santa: Prócula, Procla, Prokla, Perpetua o Claudia Prócula.
De los cuatro evangelios, solo lo menciona el de Mateo (27:19). Según Mateo, ella le envió un mensaje a su esposo diciéndole: «No te mezcles en el asunto de este justo, porque hoy, por su causa, tuve un sueño que me hizo sufrir mucho». Este episodio es también tratado entre la literatura apócrifa por las Actas de Pilatos.
El nombre Claudia sólo aparece una vez en el Nuevo Testamento, en II Timoteo 4:21: «Eubulus, Pudens, Lino y Claudia envían sus saludos, y así todos los demás cristianos». Sin embargo, no hay nada que sugiera que esta Claudia fuera la esposa de Pilatos.

## En la cultura popular
En la ópera rock Jesucristo Superestrella de Andrew Lloyd Webber no se menciona a la esposa de Pilato, pero su sueño se atribuye a este mismo, por lo que le resulta difícil y confuso actuar durante la escena del juicio. 
En la película de 1961 Rey de reyes, Claudia (interpretada por Viveca Lindfors) es retratada como una esposa devota y una mujer inteligente, que incluso acompaña a Jesús en la vía dolorosa. La película, apartándose de fuentes históricas y evangélicas, la propone como la hija del emperador romano Tiberio. 
En The Greatest Story Ever Told (1965), Claudia Prócula es interpretada por Angela Lansbury. 
En la película de 1987 Secondo Ponzio Pilato, Claudia Prócula (Stefania Sandrelli) menciona el sueño premonitorio entonces referido a Pilato para disuadirlo de condenar a Jesús.
En la película La Pasión de Cristo, Claudia, interpretada por Claudia Gerini tiene un rol magnánimo: en una escena dice a Pilatos saber la verdad cuando la escucha; y en otra, compasivamente, da a María, madre de Jesús, tela para limpiar la sangre de la flagelación.

## Veneración
Claudia es reconocida como santa según dos iglesias en el cristianismo oriental: la Iglesia ortodoxa oriental y Iglesia ortodoxa etíope. En la Iglesia ortodoxa oriental se celebra el 27 de octubre. La Iglesia ortodoxa de Etiopía celebra Pilato y Prócula juntos el 19 de junio.